# ماریانو مورنو
ماریانو مورنو (Mariano_Moreno; تلفظ اسپانیایی: [maˈɾjano moˈɾeno]؛ ۲۳ سپتامبر ۱۷۷۸ – ۴ مارس ۱۸۱۱) وکیل، روزنامه‌نگار و سیاستمدار آرژانتینی بود. وی نقشی تعیین‌کننده در پریمرا خونتا، اولین دولت ملی آرژانتین پس از انقلاب مه، برعهده داشت.

## زندگی‌نامه
مورنو در سال ۱۷۷۸ در بوینس آیرس متولد شد. پدرش مانوئل مورنو ئی آرگوموسا متولد سانتاندر اسپانیا بود که در سال ۱۷۷۶ وارد آن شهر شد و با ماریا دل واله ازدواج کرد. ماریانو فرزند اول خانواده مورنو بود و سیزده برادر کوچکتر هم داشت. در دوران جوانی وی لاتین، منطق و فلسفه را در کالج سلطنتی سان کارلوس تحصیل کرد و سپس تحصیلات دانشگاهی خود را در رشته حقوق در چوکیساکا دنبال کرد. در طی این مطالعات، او ایده‌های جدید روشنگران اسپانیا را آموخت. وی با ماریا گوادالوپه کوئنکا ازدواج کرد و به بوینس آیرس بازگشت و به عنوان وکیل برجسته کابیلدو درآمد. بر خلاف بسیاری از دیگر اروپائیان ساکن آمریکای لاتین، او پروژه کارلوتیسم و مدیریت سانتیاگو د لینیرس را رد کرد. وی برای نایب‌الملک بعدی، بالتازار هیدالگو د سیسنروس کار می‌کرد. وی مقاله اقتصادی "نمایندگی ملاکان " را نوشت، که نایب الملک را ترغیب به آغاز تجارت با انگلیس نمود.
اگرچه او در انقلاب مه که سیسنروس را برکنار کرد نقش برجسته‌ای نداشت، اما به عنوان وزیر جنگ دولت جدید پریمرا خونتا منصوب شد. وی همراه با خوان خوزه کاستلی سیاست‌های سختگیرانه‌ای را علیه حامیان دولت سابق و تقویت دولت جدید اتخاذ کرد. این سیاست‌ها در یک سند محرمانه، برنامه عملیاتی، شرح داده شده‌است. برخی از مورخان دربارهٔ تألیف آن اختلاف نظر دارند. مورنو کارزارهای نظامی خود را به پاراگوئه و پروی علیا کشاند و دستور اعدام سانتیاگو د لینیرس را پس از شکست ضدانقلاب صادر کرد. وی اولین روزنامه آرژانتین را به نام La Gazeta de Buenos Ayres تأسیس کرد و کتاب قرارداد اجتماعی اثر ژان-ژاک روسو را به اسپانیایی ترجمه کرد.
هنگامی که خونتا به اولین پیروزی‌های نظامی دست می‌یافت، رئیس‌جمهور کورنلیو ساودرا با مورنو مخالفت کرد و در عوض از سیاست‌های میانه‌رو طرفداری کرد. ساودرا با همدستی با جورجیو فونس تعداد اعضای خونتا را گسترش داد تا مورنیست‌ها را در اقلیت نگهدارد. با ادامه اختلافات، مورنو به مأموریت دیپلماتیک در انگلیس منصوب شد اما در راه آنجا در دریا درگذشت. برادرش مانوئل مورنو ادعا کرد که او مسموم شده‌است. هواداران وی تا چند سال پس از مرگ وی هنوز یک جریان سیاسی با نفوذ بودند. مورخان چندین دیدگاه در مورد نقش و اهمیت تاریخی مورنو دارند، از قدیس‌نگاری او گرفته تا انکارش. وی پیشرو روزنامه‌نگاری آرژانتین محسوب می‌شود.